# William Jack (Leichtathlet)
William Jack (* 20. Dezember 1930 in Glasgow; † 9. Dezember 2008 in West Kilbride) war ein britischer Sprinter.
Bei den Olympischen Spielen 1952 in Helsinki erreichte er über 100 m das Halbfinale und wurde Vierter in der 4-mal-100-Meter-Staffel.
Seine persönliche Bestzeit über 100 m von 10,7 s stellte er 1952 auf.